# Transbordador espacial Columbia
El transbordador espacial Columbia (Designació NASA: OV-102) va ser el primer dels transbordadors espacials de la NASA a complir missions fora de la Terra.
Fou llançat per primera vegada el 12 d'abril de 1981. A l'accident del 1r de febrer de 2003 va reentrar a l'atmosfera terrestrei va emportar-se tots els tripulants.

## Història
Es va construir a Califòrnia des del 1975, a les instal·lacions de muntatge principal Rockwell International (anteriorment North American Aviation / North American Rockwell), a Palmdale, un suburbi de Los Angeles. El Columbia va rebre el nom en honor del balandre Columbia Rediviva que, des del 1787 fins al 1793, sota el comandament del capità Robert Gray, va explorar el nord-oest del Pacífic nord-americà i va ser el primer vaixell americà a circumnavegar el món. També rep el nom del mòdul de comandament de l'Apollo 11, el primer aterratge tripulat en un altre cos celeste. Columbia és també el símbol femení dels Estats Units.
Després de la construcció, l'orbitador va arribar al Centre Espacial Kennedy el 25 de març de 1979 per a preparar el primer llançament. Al principi, el Columbia hauria hagut de sortir a final de 1979, però la data de llançament es va endarrerir per problemes tant amb el motor principal del transbordador espacial (SSME) com amb el sistema de protecció tèrmica (TPS). El 19 de març de 1981, durant els preparatius per a una prova a terra, els treballadors es van asfixiar mentre treballaven en el compartiment del motor de popa amb la purga de nitrogen del Columbia, el que va provocar dues o tres víctimes mortals.

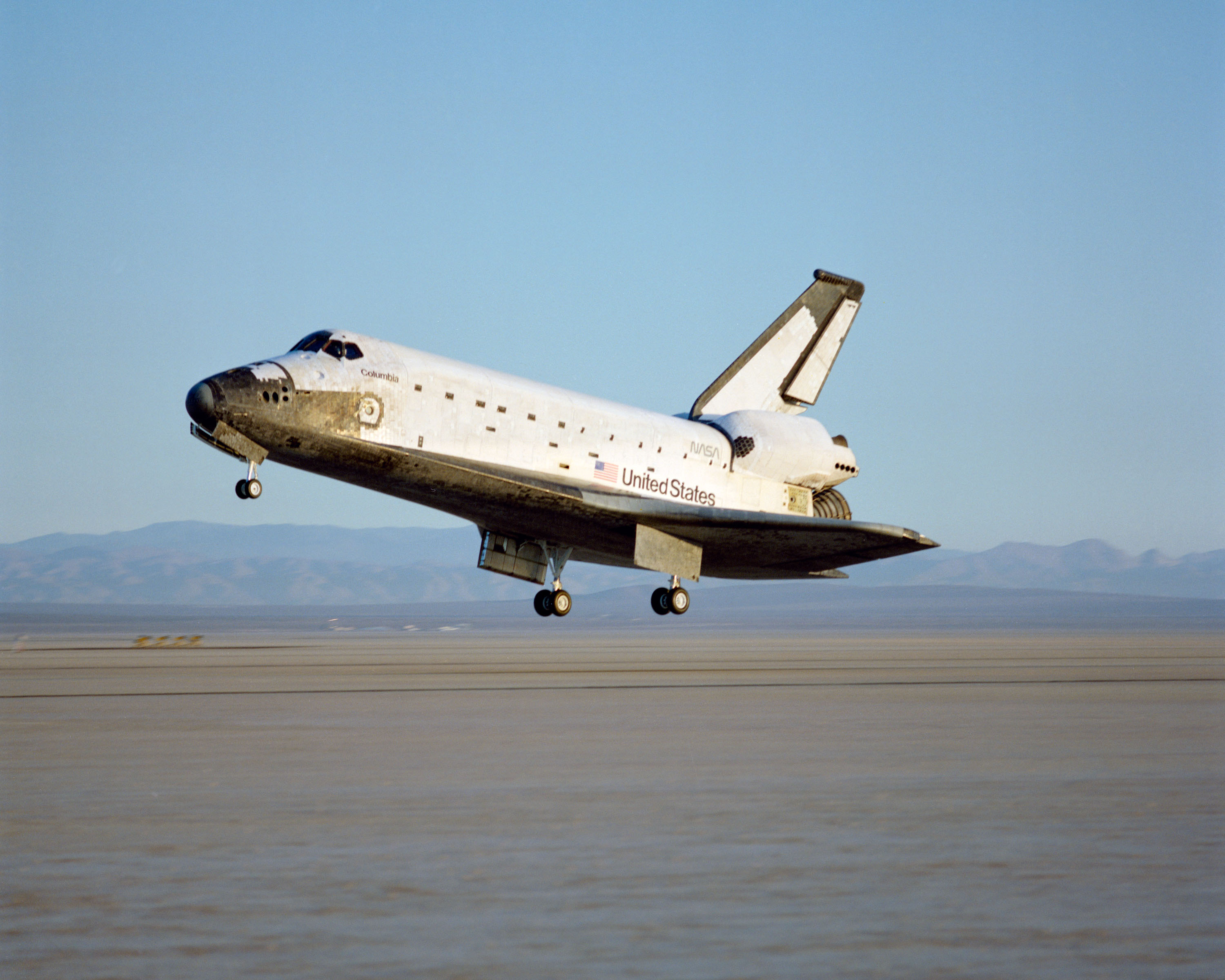
El Columbia aterra a la base Edwards durant la missió STS-28.

John Young, un veterà dels programes Gemini i Apollo. El primer vol de Columbia (STS-1) va comandar i el va pilotar Robert Crippen, un astronauta novell seleccionat originalment per a volar només en la nau espacial del Laboratori d'Òrbites Manuals (Manned Orbital Laboratory), però transferida a la NASA després de la seva cancel·lació, i va servir com a membre de la tripulació de suport per a les missions Skylab i Apollo-Soyuz.
El Columbia va passar 610 dies a la instal·lació de processament d'Orbitador (OPF), uns altres 35 dies a l'Associació de vehicles (VAB), i 105 dies més al Pad 39A abans de poder finalment enlaiirar-se. El Columbia es va llançar amb èxit el 12 d'abril de 1981, el dia del 20è aniversari del primer vol espacial tripulat (Vostok 1), i va tornar el 14 d'abril de 1981, després d'haver orbitat la Terra 36 vegades, aterrant a la pista seca del llac a la base de la força aèria Edwards a Califòrnia. A continuació, el Columbia va dur a terme tres missions d'investigació addicionals per provar les seves característiques tècniques i el seu rendiment. La seva primera missió operativa, amb una tripulació de quatre persones, va ser la STS-5, que es va llançar l'11 de novembre de 1982. En aquell moment, es va unir al Columbia el transbordador Challenger, que va executar les següents tres missions de transbordadors, mentre que el Columbia rebia modificacions per a la seva primera missió Spacelab (laboratori de microgravetat).
El 1983, el Columbia, sota el comandament de John Young en el seu sisè vol espacial, va dur a terme la seva segona missió operativa (STS-9), en la qual portava el laboratori científic Spacelab i un equip de sis persones, inclòs el primer astronauta no nord-americà que viatjava en un transbordador espacial, Ulf Merbold de l'antiga República Federal Alemanya. Després d'aquest vol, el Columbia va passar 18 mesos a les instal·lacions de Rockwell Palmdale (a partir de gener de 1984), passant per modificacions que van eliminar el maquinari de la prova de vol Orbiter i el van portar a especificacions similars a les que ja tenien les seves naus germanes. En aquell moment, la flota de transbordadors havia estat ampliada per a incloure el Discovery i l'Atlantis.

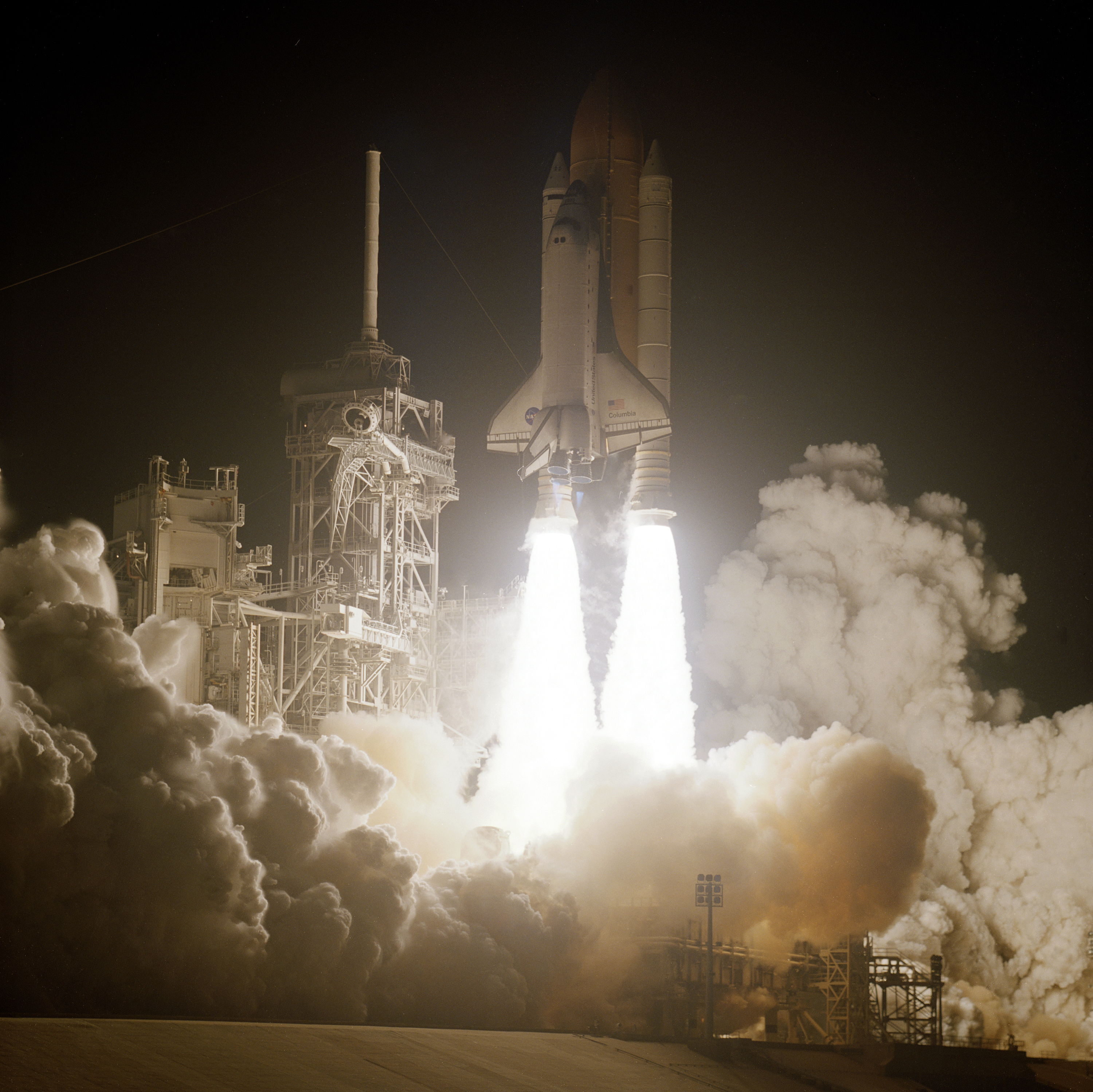
Llançament del transbordador espacial Columbia en la missió STS-109, el penúltim viatge de la nau.

El Columbia va tornar a l'espai el 12 de gener de 1986, amb el llançament del STS-61-C. La tripulació de la missió incloïa el Dr. Franklin Chang-Diaz, així com el primer membre en funcions de la Cambra de Representants que s'aventurava a l'espai, Bill Nelson.
La següent missió de transbordador, la STS-51-L, la va realitzar el Challenger, que enlairar-se el 28 de gener de 1986, deu dies després del final de la missió del Columbia STS-61-C. Tanmateix aquella missió acabar en desastre, ja que el Challenger va explotar 73 segons després del llançament. La resposta de la NASA va ser la interrupció immediata del calendari de llançaments de transbordadors i el Columbia no va volar més fins al 1989 (a la missió STS-28), després de la qual va reprendre el servei normal com a part de la flota de transbordadors nord-americans.
La STS-93, llançada el 23 de juliol de 1999, va ser la primera missió espacial dels Estats Units amb un comandament femení, la tinent coronel Eileen Collins. Aquesta missió va desplegar l'Observatori de rajos X Chandra.
L'última missió completa del Columbia va ser la STS-109, que era la quarta missió de manteniment del telescopi espacial Hubble. La següent missió, la STS-107, va acabar amb la pèrdua de l'orbitador quan es va desintegrar durant la reentrada, matant els set membres de la tripulació.
En conseqüència, el president George W. Bush va decidir retirar la flota de transbordadors fins al 2010 a favor del programa Constellation i de la seva nau tripulada Orion. Posteriorment, el programa Constellation va ser cancel·lat amb la Llei d'Autorització de la NASA de 2010 signada pel president Barack Obama l'11 d'octubre.

## Vols
El Columbia va volar en 28 missions, acomulant 300,74 dies a l'espai, 4.808 òrbites i una distància recorreguda total de 201.497.772 km.
Tot i estar en servei durant els programes Shuttle-Mir i l'Estació Espacial Internacional (ISS), el Columbia no va servir en cap de les missions que van visitar aquestes estacions. Els altres tres orbitadors actius del moment havien visitat tant la Mir com la ISS almenys una vegada. El Columbia no era apte per a missions amb alta inclinació.
A continuació es mostra la llista completa de les missions del Columbia:

| Llista de missions del transbordador espacial Columbia |                        |          |            |                                                         | |
| #                                                      | Data                   | Insignia | Designació | Lloc d'aterratge                                        | Notes |
| ------------------------------------------------------ | ---------------------- | -------- | ---------- | ------------------------------------------------------- | --- |
| 1                                                      | 12 d'abril de 1981     |          | STS-1      | Base de la Força Aèria Edwards                          | Primera missió de transport. |
| 2                                                      | 12 de novembre de 1981 |          | STS-2      | Base de la Força Aèria Edwards                          | Primera reutilització de vehicles espacials tripulats |
| 3                                                      | 22 de març de 1982     |          | STS-3      | Base de la Força Aèria Edwards                          | Primera missió amb un tanc extern sense pintar. Primer i únic aterratge del transbordador espacial a White Sands.                                                                                       |
| 4                                                      | 27 de juny de 1982     |          | STS-4      | Base de la Força Aèria Edwards                          | Últim vol d'R&D de la llançadora |
| 5                                                      | 11 de novembre de 1982 |          | STS-5      | Base de la Força Aèria Edwards                          | Primera tripulació de quatre persones, primer desplegament de satèl·lits comercials. |
| 6                                                      | 28 de novembre de 1983 |          | STS-9      | Base de la Força Aèria Edwards                          | Primera tripulació de sis persones, primer Spacelab. |
| 7                                                      | 12 de gener de 1986    |          | STS-61-C   | Base de la Força Aèria Edwards                          | El representant polític Bill Nelson (D-FL) a bord / llançament i missió amb èxit abans del desastre del Challenger                                                                                      |
| 8                                                      | 8 d'agost de 1989      |          | STS-28     | Base de la Força Aèria Edwards                          | Llançament del satèl·lit de reconeixement KH-11 |
| 9                                                      | 9 de gener de 1990     |          | STS-32     | Base de la Força Aèria Edwards                          | Facilitat d'exposició de llarga durada obtinguda |
| 10                                                     | 2 de desembre de 1990  |          | STS-35     | Base de la Força Aèria Edwards                          | Càrrega de múltiples telescopis de raigs X i UV |
| 11                                                     | 5 de juny de 1991      |          | STS-40     | Base de la Força Aèria Edwards                          | 5è Spacelab - Life Sciences-1 |
| 12                                                     | 25 de juny de 1992     |          | STS-50     | Centre espacial Kennedy (debut a l'huracà Darby)        | Laboratori nord-americà de microgravitat (USML-1) |
| 13                                                     | 22 d'octubre de 1992   |          | STS-52     | Centre espacial Kennedy                                 | Satèl·lit geodinàmic II |
| 14                                                     | 26 d'abril de 1993     |          | STS-55     | Base de la Força Aèria Edwards                          | Investigació microgravitat alemanya al Spacelab D-2 |
| 15                                                     | 18 d'octubre de 1993   |          | STS-58     | Base de la Força Aèria Edwards                          | Spacelab Life Sciences |
| 16                                                     | 4 de març de 1994      |          | STS-62     | Centre espacial Kennedy                                 | Bodega de càrrega de microgravetat dels Estats Units-2 (USMP-2) |
| 17                                                     | 8 de juliol de 1994    |          | STS-65     | Centre espacial Kennedy                                 | Laboratori de microgravitat internacional (IML-2) |
| 18                                                     | 20 d'octubre de 1995   |          | STS-73     | Centre espacial Kennedy                                 | Laboratori de microgravitat dels Estats Units (USML-2) |
| 19                                                     | 22 de febrer de 1996   |          | STS-75     | Centre espacial Kennedy                                 | Prevol del sistema de satèl·lits ancorats (TSS-1R) |
| 20                                                     | 20 de juny de 1996     |          | STS-78     | Centre espacial Kennedy                                 | Vida i microgravetat Spacelab (LMS) |
| 21                                                     | 19 de novembre de 1996 |          | STS-80     | Centre espacial Kennedy                                 | 3r vol del Wake Shield Facility (WSF) / vol del transbordador més llarg |
| 22                                                     | 4 d'abril de 1997      |          | STS-83     | Centre espacial Kennedy                                 | Laboratori de ciències de microgravetat (MSL) - curt |
| 23                                                     | 1 de juliol de 1997    |          | STS-94     | Centre espacial Kennedy                                 | Laboratori de ciències de la microgravetat (MSL) - reflight |
| 24                                                     | 19 de novembre de 1997 |          | STS-87     | Centre espacial Kennedy                                 | Bodega de càrrega de microgravetat dels Estats Units (USMP-4) |
| 25                                                     | 13 d'abril de 1998     |          | STS-90     | Centre espacial Kennedy                                 | Neurolab – Spacelab |
| 26                                                     | 23 de juliol de 1999   |          | STS-93     | Centre espacial Kennedy                                 | Observatori de rajos X de Chandra desplegat; primer comandant de transbordador femení Eileen Collins |
| 27                                                     | 1 de març de 2002      |          | STS-109    | Centre espacial Kennedy                                 | Missió de servei del telescopi espacial Hubble (HSM-3B) |
| 28                                                     | 16 de gener de 2003    |          | STS-107    | No va aterrar (Planejat per al Centre espacial Kennedy) | Una missió multidisciplinar de recerca en microgravetat i en ciències de la Terra. El transbordador es va desintegrar durant la seva reentrada l'1 de febrer de 2003. Els set astronautes hi van morir. |

## Darrera missió

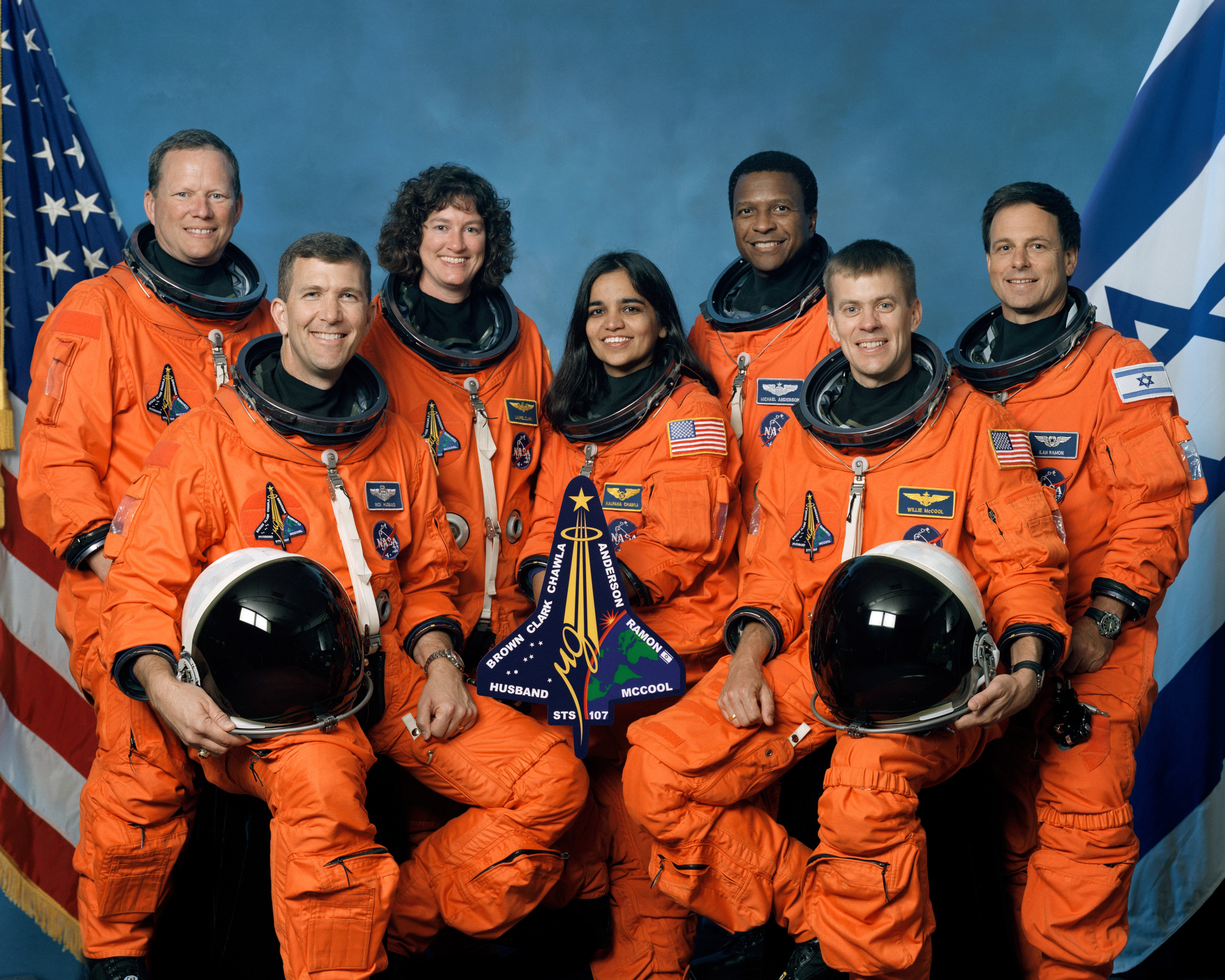
La tripulació de la missió STS-107 l'octubre de 2001. D'esquerra a dreta: Brown, Husband, Clark, Chawla, Anderson, McCool, Ramon

El Columbia es va desintegrar cap a les 9:00 EST de l'1 de febrer de 2003, mentre reentrava a l'atmosfera després d'una missió científica de 16 dies. La Taula d'Investigació de l'Accident del Columbia va determinar que la causa del desastre va ser una petita perforació amb un compost de carboni de la part del davant d'una de les ales de Columbia. El forat s'havia format quan un tros d'escuma aïllant del dipòsit de combustible extern s'havia desprès durant el llançament 16 dies abans i havia colpejar amb força l'ala esquerra del transbordador. Durant la intensa calor de reentrada, els gasos calents van penetrar a l'interior de l'ala, comprometent el sistema hidràulic. La consegüent pèrdua de control va exposar àrees mínimament protegides de l'orbitador a un escalfament desmesurat i les pressions dinàmiques van fer que finalment el vehiche es trenqués.
L'informe va aprofundir en les qüestions organitzatives i culturals subjacents que la Junta estimava que havien contribuït a l'accident. L'informe va ser molt crític amb els processos de presa de decisions i avaluació de riscos de la NASA. A més, la junta va determinar que, contradint les primeres reflexions de la NASA, una missió de rescat hauria estat possible usant el transbordador Atlantis, que estava essencialment llest per al llançament, i que podria haver salvat els membres de l'equip de Columbia. Les gairebé 84.000 peces recuperades del Columbia s'emmagatzemen al 16è pis d'una casa d'oficines de l'edifici de muntatge de vehicles del Centre espacial Kennedy. La col·lecció de restes es van mostrar als mitjans de comunicació una vegada i avui només hi poden accedir investigadors. A diferència del Challenger, que tenia un orbitador construït de recanvi, el Columbia no va tenir cap substitut.
Els set membres de la tripulació que van morir en aquesta missió van ser el comandant Rick Husband, el pilot William C. McCool, el comandant de càrrega útil i especialista de missions Michael P. Anderson, l'especialista de missió 1 David M. Brown, l'especialista de missió 2 Kalpana Chawla, l'especialista de missió 4 Laurel Clark i l'especialista de càrrega-1 Ilan Ramon.